# Ametabolia
Ametabolia é um tipo de crescimento ou ciclo de vida em que não ocorre metamorfose. Os insectos recém nascidos possuem já um corpo semelhante ao dos adultos, apresentando apenas os órgãos reprodutores pouco desenvolvidos. Este tipo de crescimento é típico das ordens de insectos mais primitivas como a Archaeognatha e a Thysanura.